# Willy Irmisch
Curt Willy Irmisch (* 30. Oktober 1898 in Venusberg; † 15. Juni 1974 in Erlabrunn) war ein deutscher Kommunalpolitiker. Er war der erste Bürgermeister nach Ende des Zweiten Weltkrieges in der unbesetzten Kreisstadt Schwarzenberg/Erzgeb.

## Leben
Er wurde als Sohn des Schneidermeisters Friedrich August Irmisch (1860–1923) und dessen Ehefrau Marie in Venusberg bei Zschopau im mittleren Erzgebirge geboren. Willy Irmisch besuchte die örtliche Volksschule und anschließend absolvierte er eine Lehre zum Kaufmann bei der Strumpffabrik Kunert & Neumann in Venusberg und der Handelsschule Thum. Von 1916 bis 1917 arbeitete er als Angestellter und danach kurzzeitig als Buchhalter in der Tintenfabrik Eduard Beyer in Chemnitz.
Im letzten Jahr des Ersten Weltkrieges zog er nach Schwarzenberg, wo er eine Stelle als Angestellter in der Firma Karl Gossweiler erhalten hatte. 1920 wurde er Mitglied der KPD-Ortsgruppe in Schwarzenberg und wurde mit Unterstützung von Ernst Schneller im Jahre 1921 in die Leitung der Ortsgruppe und die Schwarzenberger KPD-Unterbezirksgruppe gewählt. 1922 heiratete er die 1899 geborene Emmy Richter. Nachdem man ihn 1923 wegen illegaler Arbeit für die damals verbotene KPD kurzzeitig festgenommen hatte, wurde er zum 1. Januar 1924 arbeitslos. Im April 1924 fand Willy Irmisch in Teichwolframsdorf eine Anstellung als Buchhalter in einer Aluminiumfabrik. Im August 1924 wurde er vom Landgericht Zwickau zu vier Wochen Gefängnishaft verurteilt, wodurch er erneut arbeitslos wurde. In dieser Zeit wurde er als jüngster Abgeordneter mit 26 Jahren für die KPD in den Stadtrat von Schwarzenberg gewählt, in dem er mit Unterbrechung bis 1933 wirkte.
Beruflich war er zwischenzeitlich in Berlin, Dresden und Aue (Sachsen) tätig. Ab März 1933 wurde er von den Nationalsozialisten im Schloss Osterstein und im KZ Zschorlau inhaftiert. Nach seiner Entlassung im September 1933 war er erneut arbeitslos. Erst Ende 1936 erhielt Irmisch eine Stelle als Notstandarbeiter im Forstamt Pöhla, bevor er in der Pappenfabrik Gebr. Freitag in Raschau im August 1937 erneut eine Anstellung als Buchhalter erhielt, die er bis Mai 1945 ausübte.
Als Schwarzenberg und Umgebung als später sogenannte Freie Republik Schwarzenberg von den Alliierten unbesetzt blieb, wurde Willy Irmisch am 12. Mai 1945 vom Antifaschistischen Aktionsausschuss, dem u. a. Paul Korb angehörte, zum kommissarischen Bürgermeister der Stadt Schwarzenberg gewählt. Da bei der Kommunalwahl in Schwarzenberg am 1. September 1946 die CDU 51,5 % der Stimmen erhielt, wurde er als Bürgermeister durch den CDU-Kandidaten Friedrich Langenickel abgelöst.
Von 1948 bis 1951 war Willy Irmisch daraufhin stellvertretender Landrat des Landkreises Aue.
Ab 1954 waren er und seine Frau inoffiziell für das Ministerium für Staatssicherheit tätig.
Wenige Wochen vor seinem Tod wurde Irmisch anlässlich des Maifeiertages 1974 mit dem Vaterländischen Verdienstorden in Silber geehrt.